# Turuma

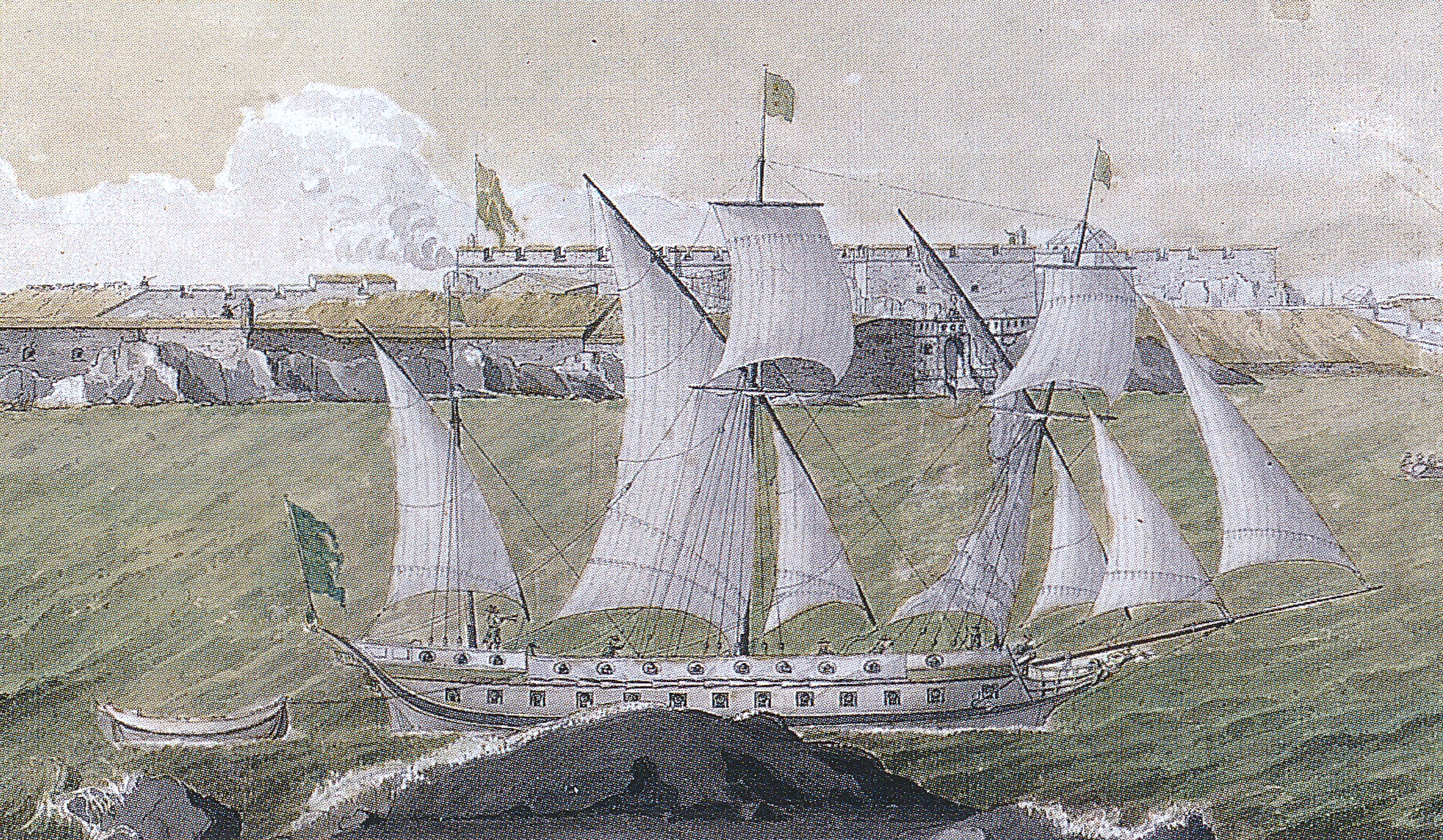
Dipinto di una turuma fuori dalle fortificazioni di Suomenlinna di A.E. Geete, 1770.

Una turuma (dal finlandese, "turunmaa") era un tipo di nave da guerra costruita per la flotta dell'arcipelago, un ramo della marina svedese, alla fine del XVIII secolo. Fu sviluppata specificamente per la guerra nel Saaristomeri e lungo le coste della Svezia Propria e della Finlandia. La turuma fu progettata dal prolifico architetto navale Fredrik Henrik af Chapman per essere utilizzata in un'area di acque per lo più poco profonde e con gruppi di isole e isolotti che si estendono da Stoccolma fino al Golfo di Finlandia.
Fu progettata per sostituire le galee che costituivano il nucleo delle flotte che operavano lungo le coste e negli arcipelaghi del Mar Baltico. La turuma aveva un pescaggio maggiore, era un po' più lenta sotto i remi, ma offriva una sistemazione migliore per il suo equipaggio, era più idonea alla navigazione e aveva circa dieci volte il numero di cannoni pesanti. Poteva essere azionata sia con le vele che con i remi ed era più piccola e più manovrabile della maggior parte delle navi da guerra a vela, il che la rendeva adatta per operazioni in acque poco profonde e ristrette.
Tra il 1761 e il 1790 furono costruite 14-15 turuma, tra cui l'Amphion, una versione modificata utilizzata dal re Gustavo III sia come imbarcazione da diporto che come nave comando. Le turuma erano tra le navi più pesanti nell'arsenale della flotta dell'arcipelago e alcune di esse prestarono servizio nella guerra russo-svedese del 1788–90.